# Röckingen
Röckingen est une commune de Bavière (Allemagne), située dans l'arrondissement d'Ansbach et le district de Moyenne-Franconie.

## Géographie

Situation de Röckingen (en rouge) dans l'arrondissement d'Ansbach

Röckingen est située au sud du massif du Hesselberg, sur la rive gauche de la rivière Wörnitz, à 20 km à l'est de Dinkelsbühl et à 35 km au sud d'Ansbach, le chef-lieu de l'arrondissement.
La commune fait partie de la communauté administrative du Hesselberg dont le siège se trouve à Ehingen.

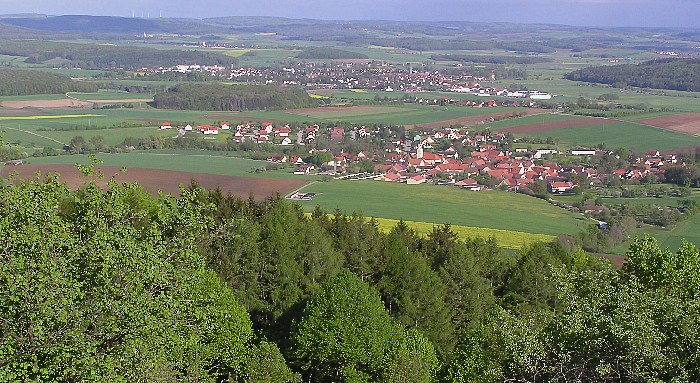
Vue générale de Röckingen prise depuis le mont Hesselberg

## Histoire
Röckingen a appartenu à la principauté d'Ansbach, est devenue prussienne en 1792 et bavaroise en 1806. Elle a été érigée en commune en 1818 et a fait partie de l'arrondissement de Dinkelsbühl jusqu'à la disparition de ce dernier.

## Démographie
| 1910 | 1933 | 1939 | 2003 | 2009 |
| ---- | ---- | ---- | ---- | ---- |
| 687  | 669  | 646  | 755  | 735  |